# Кашина Кавалина (Бергамо)
Кашина Кавалина је насеље у Италији у округу Бергамо, региону Ломбардија.
Према процени из 2011. у насељу је живело 37 становника. Насеље се налази на надморској висини од 121 m.